# Lui
A Lui egy francia felnőtteknek szóló szórakoztató magazin, amelyet 1963-ban alapított Daniel Filipacchi francia divatfotográfus. A Luit a Playboy francia konkurensének szánták, a 2000-es évek elején pedig pornográf magazinként működött Michael Birnbaum égisze alatt. Néhány év szünet után 2013-tól megújult, és magas színvonalú férfimagazinként működik tovább, nemzetközileg elismert hírességekkel (meztelenül) a címlapján mint (mint pl. Rihanna, Gisele Bündchen, Rita Ora, Monica Bellucci, Alessandra Ambrosio, Virginie Ledoyen, Naomi Campbell, Kate Moss, Jourdan Dunn, Carolyn Murphy, Joan Smalls stb.), Jean-Yves Le Fur kiadásában. 
A magazinnak a francia kiadáson kívül korábban német, olasz, spanyol, brazil és amerikai (Oui) kiadásai is megjelent.